# (34941) 1244 T-1
1244 T-1 (asteroide 34941) é um asteroide da cintura principal. Possui uma excentricidade de 0.08767530 e uma inclinação de 3.85735º.
Este asteroide foi descoberto no dia 25 de março de 1971 por Cornelis Johannes van Houten e Ingrid van Houten-Groeneveld e Tom Gehrels em Palomar.